# Gouvernement Azov
Het gouvernement Azov (Russisch: Азовская губерния, Asovskaja goebernija) was een gouvernement (goebernija) van het keizerrijk Rusland. Het gouvernement bestond van 1708 tot 1783. Van 1708 tot 1725 en van 1775 tot 1783 was het gouvernement onafhankelijk en in de tussenliggende tijd was het gebied van het gouvernement onderdeel van het gouvernement Voronezj. De hoofdstad was Azov.

## Geschiedenis

### Eerste gouvernement Azov
Het gouvernement Azov ontstond op 29 december 1708 door een oekaze van tsaar Peter I van Rusland. Het gouvernement grensde aan de gouvernementen Kiev in het westen, Moskou in het oosten en Kazan in het oosten. De zuidgrens was nog niet duidelijk afgebakend. De gebieden ten zuiden van het gouvernement behoorden tot het Ottomaanse Rijk. Azov was het bestuurlijke centrum van het gouvernement, maar de gouverneur zetelde eigenlijke in Tambov tot 1715 en in Voronezj na 1715. 
Net zoals met alle andere gouvernementen in die tijd stonden de grenzen van het gebied niet vast, maar bestond het gebied uit een aantal steden met hun bijbehorend omliggend gebied. Het gouvernement bestond uit 78 steden met omliggend gebied.
In 1711 werd de stad Azov overgedragen aan Turkije, maar het gouvernement met deze naam werd niet afgeschaft. In 1719 werd het gouvernement verdeeld in vijf provincies Bakhmut, Sjatsk, Tambov, Voronezj en Jeretsj. In 1725 werd de naam van het gouvernement veranderd in gouvernement Voronezj, naar de nieuwe hoofdstad.

### Tweede gouvernement Azov
In 1775 werd het gouvernement Azov op een andere plek opnieuw opgericht met de hoofdstad Krasnohrad. Dit nieuwe gouvernement ontstond in het oosten van Oekraïne. Het gouvernement ontstond uit de gebieden die het Russische Rijk tijdens het Verdrag van Küçük Kaynarca van het Ottomaanse Rijk verkregen had. In 1778 werd de hoofdstad verplaatst naar Jekaterinoslav. In 1783 werd het gouvernement Azov met het gouvernement Novorossiejsk samengevoegd tot het gouvernement Jekaterinoslav. Het tweede gouvernement had twee districten die verdeeld waren in twaalf oejazden.

## Gouverneurs
- 1711–1719 Fjodor Apraksin, gouverneur-generaal
- 1717–1720 Stephan Andrejevitsj Kolijtsjev
- 1721–1725 Pjotr Vasilijevitsj Izmailov
- 1725 Grigori Petrovitsj Tsjernisjiov
- 1775–1781 Vasili Aleksejevitsj Chertkov
- 1781-1783 Georgi Gavrilovitsj Gersevanov